# Ryggning
Ryggning är ett moment inom ridsporten dressyr som innebär att hästen backar. Det eftersträvas att hästen kan backa rakt och med hela steg. Ryggning kan även användas som ett träningsmoment oavsett ridsportgren men också som korrigering om en häst till exempel ligger för hårt mot handen, det vill säga om den "pullar" och om den tänker för mycket framåt. Korrigering i detta syfte sker för dressyrekipage under träning men även inom hästhoppning.  
I de högre klasserna ingår ryggning och oftast sker det i 2 eller 4 steg. Det ska då utföras med raka steg bakåt i rak riktning. Utför hästen detta rätt betyder det att ryttaren har suttit mitt över hästen och utfört det korrekt. Eftersom hästen lyssnar på ryttaren är det väldigt viktigt att ryttaren är tydlig med vad den vill. I de högre klasserna handlar det om små marginaler och det kan lätt misstolkas om man inte är tydlig. När man utför en ryggning höjer man oftast handen lite och tar tillbaka sitter även tungt i sadel och lägger bak skänkeln lite.